# إيبن سميث
إيبن سميث (بالإنجليزية: Eben Smith)‏ هو شخصية أعمال أمريكي، ولد في 17 ديسمبر 1832، وتوفي في 5 نوفمبر 1906 بسبب التهاب البريتون.